# Pathocerus wagneri
Pathocerus wagneri är en skalbaggsart som beskrevs av Waterhouse 1901. Pathocerus wagneri ingår i släktet Pathocerus och familjen långhorningar.
Artens utbredningsområde är Paraguay, Bolivia och Argentina. Inga underarter finns listade i Catalogue of Life.